# Chatfield (Minnesota)
Chatfield es una ciudad ubicada en el condado de Fillmore en el estado estadounidense de Minnesota. En el Censo de 2010 tenía una población de 2779 habitantes y una densidad poblacional de 407,2 personas por km².

## Geografía
Chatfield se encuentra ubicada en las coordenadas 43°50′40″N 92°10′57″O / 43.84444, -92.18250. Según la Oficina del Censo de los Estados Unidos, Chatfield tiene una superficie total de 6.82 km², de la cual 6.82 km² corresponden a tierra firme y (0%) 0 km² es agua.

## Demografía
Según el censo de 2010, había 2779 personas residiendo en Chatfield. La densidad de población era de 407,2 hab./km². De los 2779 habitantes, Chatfield estaba compuesto por el 98.09% blancos, el 0.04% eran afroamericanos, el 0.14% eran amerindios, el 0.29% eran asiáticos, el 0% eran isleños del Pacífico, el 0.43% eran de otras razas y el 1.01% pertenecían a dos o más razas. Del total de la población el 1.69% eran hispanos o latinos de cualquier raza.